# Bajram Fevziu
Bajram Fevziu (ur. w marcu 1884 we wsi Vodena, Okręg Kolonja, zm. 1928 w Wiedniu) – albański polityk i wojskowy, minister spraw wewnętrznych w 1921 roku.

## Życiorys
Ukończył studia na uczelniach wojskowych w Stambule (1906), Wiedniu (1908) i w Akademii Sztabu Generalnego w Paryżu (1910) .
Do Albanii wrócił w 1914 roku, gdzie wstąpił do organizacji Krahu Kombëtar (Skrzydło narodowe). W okresie rządów Wilhelma zu Wieda Fevziu służył w wojsku albańskim w stopniu porucznika. 
W 1919 objął stanowisko podprefekta w Peqinie, a następnie sprawował urząd burmistrza Szkodry, a w 1920 doradcy wojskowego prefekta w Szkodrze, a następnie w Korczy. Od 18 października do 5 grudnia 1921 roku był ministrem spraw wewnętrznych Albanii w rządzie Pandelego Evangjeli. Przestał pełnić funkcję po zamachu przeprowadzonym przez zwolenników Hasana Prishtiny. Następnie pełnił funkcję prefekta Wlory. W tym czasie wykonywał mandat deputowanego do Rady Narodowej Albanii, w której reprezentował Partię Ludową (Partia Popullore).
W latach 1922–1923 reprezentował stronę albańską w Międzynarodowej Komisji Delimitacyjnej zajmującej się wytyczaniem granic państwa albańskiego. Został awansowany do stopnia majora, w sierpniu 1923 roku zastąpił  Xhavida Leskoviku na stanowisku szefa Sztabu Generalnego Albańskich Sił Zbrojnych, funkcję tę pełnił do końca rządów Fana Noliego, do 24 grudnia 1924 roku. W tym czasie zajmował się reorganizacją wojsk ochrony pogranicza.
W 1925 przeszedł w stan spoczynku i opuścił Albanię. Trzy lata później ciężko zachorował; wyjechał na leczenie do szpitala w Wiedniu, gdzie zmarł.
Imię Bajrama Fevziu nosi jedna z ulic w Tiranie (dzielnica Paskuqan).